# Liste der Naturdenkmale in Kusel
Die Liste der Naturdenkmale in Kusel nennt die im Gemeindegebiet von Kusel ausgewiesenen Naturdenkmale (Stand 27. April 2024).

## Naturdenkmale
| Nr.         | Bezeichnung                                      | Lage                                                     | Beschreibung               | Bild                                    |
| ----------- | ------------------------------------------------ | -------------------------------------------------------- | -------------------------- | --------------------------------------- |
| ND-7336-379 | Buche am Windhof                                 | nördlich der Stadt an der Haischbachstraße Lage          | Fagus sylvatica            | Direkt Bild zu diesem Denkmal hochladen |
| ND-7336-380 | Stadtpark Kusel                                  | zwischen Fritz-Wunderlich-Straße und Trierer Straße Lage | flächenhaftes Naturdenkmal | Direkt Bild zu diesem Denkmal hochladen |
| ND-7336-386 | Fünfstämmige Eiche am Höhenweg in der Winterhell | südlich der Stadt am Ottersberg Lage                     | Quercus sp.                | mehr Fotos \| Fotos hochladen           |